# 烏連區

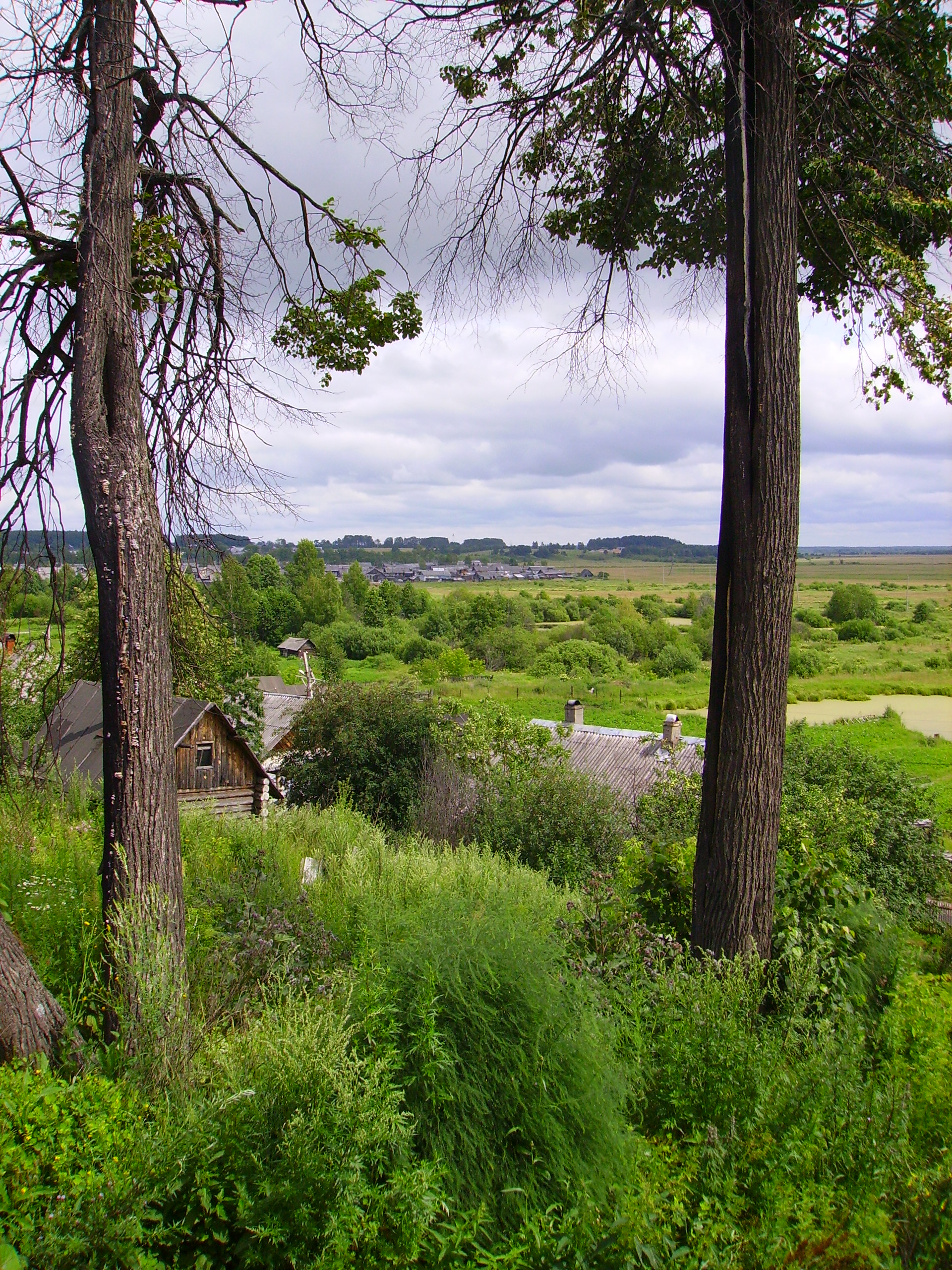

57°28′N 45°47′E / 57.467°N 45.783°E
烏連區（俄语：Уренский район），是俄羅斯的一個區，位於該國西部，由下諾夫哥羅德州負責管轄，始建於1929年，面積2,102.7平方公里，2010年人口30,106，人口密度每平方公里14.32人。